# Балукен, Идрис
Идрис Балукен (род. 2 июля 1976) — турецкий медик и левый политик курдского происхождения.

## Биография
Родился 2 июля 1976 года в крупном городе Бингёль. Окончил медицинский факультет университета Анкары. Специализировался на лёгочных заболеваниях и туберкулёзе. Работал хирургом в диспансере, госпитале Бингёля и госпитале Диярбакыра. Член Турецкой медицинской ассоциации.
В 2011 году был избран членом Великого национального собрания. Переизбирался в июне и ноябре 2015 года. 22 июля 2012 года Идрис Балукен был назначен Селахаттином Демирташем лидером парламентской группы партии мира и демократии. 28 апреля 2014 года Балукен вышел из партии мира и демократии и вступил в сменившую её демократическую партию народов. После вступления возглавил её парламентскую группу.

### Личная жизнь
Женат, двое детей.